# Культура мовлення
Культу́ра мо́влення, культура мови, мовна культура — це дотримання сталих мовних норм усної і писемної літературної мови, а також свідоме, невимушене, цілеспрямоване, майстерне вживання мовно-виражальних засобів залежно від мети й обставин спілкування.

## Живе розмовне мовлення
Основою будь-якої мови є живе розмовне мовлення. Мовлення — процес добору й вживання засобів мови для порозуміння з іншими членами певної мовної громади. Мовлення є форма існування живої мови, у мовленні мова функціонує, перебуваючи в постійному розвитку. Мова й мовлення нерозривно пов'язані. Мовлення існує на засадах певної мови, а мова розкриває себе в мовленні її носіїв. Мова щодо мовлення — явище загальне; вона належить усім, хто нею послуговується. Мовлення ж щодо мови — часткове, окреме, індивідуальне. Та без щоденного вжитку на всіх вікових і суспільних рівнях, повсякденного розвою форм та спілкування навіть найрозвиненіша мова приречена на асиміляцію і зникнення.

## Культура спілкування
Добираючи ті чи інші мовні засоби, слід дотримуватися загальних етичних правил й орієнтуватися також і на позамовні чинники, досліджуючи їх як єдине ціле. Серед цих чинників провідними є суспільна царина й мета спілкування в реальних ситуаціях.
Оскільки мова є універсальний засіб спілкування, нагромаджування й передавання інформації, навчання, виховання та формування внутрішнього світу, вона немислима без належної культури мовлення.
Отже, культура мовлення — це сукупність таких якостей, які найкраще впливають на адресата з урахуванням реальної ситуації, поставлених мети й завдань. До них належать: точність, зрозумілість, чистота мови, багатство й розмаїтність, виразність, правильність. Кожен, хто бажає поліпшити свою культуру мовлення, має розуміти, що таке національна мова, у яких формах вона існує, яка різниця між книжною та розмовною мовами, що таке функційні стилі мовлення, чому в мові існують фонетичні, лексичні, морфологічні, синтаксичні варіанти, що таке мовна норма, опанувати й розрізняти навички добору й уживання мовних засобів у процесі діяльності, оволодівати нормами літературної мови, її багатствами.
Культура поведінки, культура мовлення і культура спілкування в житті найчастіше виступають у єдності. Культура спілкування є складовою частиною культури людини в цілому і безпосереднім модулятором людських стосунків. Стан моральної та психологічної культури спілкування в суспільстві відчутно впливає на стан економічного й політичного розвитку держави, духовність її громадян і їх національну свідомість. Культура спілкування формується багатьма поколіннями. Суспільство у цілому й кожний його член зокрема мають прагнути до того, щоб не лише зберегти, а і примножити духовний спадок попередників.

### Формули ввічливості в системі українського мовного етикету
| Культура мовлення суспільства – це чи не найяскравіший показник стану його моральності, духовності, культури взагалі. Словесний бруд, що заполонив наше мовлення, мовленнєвий примітивізм, вульгаризми – тривожні симптоми духовного «нездоров’я» народу [1]. |

## Живомовний етикет
Під живомовним етикетом розуміють розроблені правила мовної поведінки, систему живомовних формул спілкування. Знання правил мовного етикету, їх дотримування дає змогу людині почувати себе впевнено й невимушено, не відчувати незручностей через огріхи й непоправні дії, оминути кепкування з боку інших.
Безумовно, самі знання не забезпечать культури спілкування, якщо їх не будуть використовувати належним чином. Для того щоб спілкування було вдалим, слід мати відповідні вміння. Їх набувають із досвідом, за допомогою певних вправ. Для того щоб контакт був по-справжньому глибоким, особистість, крім знань про спілкування, певних навичок і вмінь, мусить мати ще й відповідну комунікативну настанову на спілкування. До того ж, не просто настанову щодо налагоджування контакту, а — на особу як на загальнолюдську цінність. Тоді цей контакт стане олюдненим і спілкування вестиметься на високому рівні...

## Носії літературної мови
Культура мови бере початок із самоусвідомлення мовної особистості. Вона зароджується й розвивається там, де носіям національної літературної мови не байдуже, як вони говорять і пишуть, як сприймають їхню мову в різних суспільних сферах, а також у контексті інших мов. Тобто культура мови безпосередньо пов'язана із соціологією і психологією не лише у сенсі напрацювання моделей ідеалів мовної поведінки, а й щодо формування мовної свідомості.
А ось як подає визначення поняття «культура мови» словник мовознавчих термінів: культура мови — це ступінь відповідності нормам орфоепії, слововживання та іншим установленим для даної мови; здатність наслідувати найліпші зразки у власному індивідуальному мовленні. Таким чином, блискуче володіння мовою, її нормами у процесі живомовної практики людини й розкриває її культуру мовлення. Мовлення вбирає в себе реальне говоріння, що триває в часі й розкривається у звуковій (включно із внутрішнім проговорюванням) або письмовій формі. Але опанувати літературні канони вимови й дотримувати їх набагато складніше й важче, ніж навчитися безпомилково писати. Фундаментальними причинами низької культури усного мовлення є порушення системи вимог, регламентування, значний вплив суржику й недостатнє знання засад літературної вимови. Ще з прадавніх часів уміння правильно говорити вважалося невід'ємною частиною виховання. У перших навчальних закладах Давньої Греції ораторське мистецтво вважали однією з семи головних наук.
|  | Заговори, щоб я тебе побачив. |

Сократ
Вислів Сократа промовисто свідчить про те, яке місце мовленню надавали елліни.
|  | Птаха пізнають по пір'ю, а людину по мові. |

Українська народна мудрість
Справжньому спеціалістові властива широта світосприйняття, знання історії свого народу, розуміння проблем сьогодення, виразна громадянська позиція, оскільки інтереси будь-якого професіонала, якщо він людина інтелігентна, не вдовольняються вузькими фаховими рамцями.
Тільки взявши за основу процес спілкування й постійного навчання, можна сформувати не тільки пізнавальні дії, а й систему стосунків, спілкування в цілому, живомовну культуру молодого майстра будь-якої галузі.